# 浅原事件
浅原事件（あさはらじけん）は、正応3年3月9日（1290年4月19日）に発生した伏見天皇暗殺未遂事件。

## 概要
3月9日夜、浅原為頼（浅原八郎為頼）ら武装した3名の武士が騎馬で、御所である二条富小路殿に乱入した。浅原は御所内にいた女嬬を捕まえて天皇の寝床を尋ねた。危険を感じた女嬬は咄嗟に違う場所を教え、その間に天皇に事の次第を伝えたため、天皇は女装をして三種の神器と皇室伝来の管弦2本（琵琶の玄象・和琴の鈴鹿）を持って春日殿に、春宮（のちの後伏見天皇）は常盤井殿に脱出した。
一方、浅原らは天皇と春宮を探して御所内を彷徨ったものの、御所内の人々が騒ぎに驚いて逃れ去った後だったため天皇・春宮の居所を見つけることが出来ず、そのうちに篝屋の武士が駆け付けたため、失敗を悟って自害した。
首謀者である浅原為頼は甲斐武田氏または小笠原氏の庶流奈古氏の一族（ともに甲斐源氏系）で、霜月騒動に連座して所領を奪われたために悪党化し追捕の対象となり指名手配されていた。事件の折に御所内で射た矢には「太政大臣源為頼」と記すなど、事件当時常軌を逸した行動があったとされている。また共に襲撃し自害した2名は彼の息子（光頼・為継）であったという。
為頼が自害した時に用いた鯰尾（なまづを）という太刀が実は三条家に伝わるもので、事件当時の所有者が庶流の前参議三条実盛と判明したために、六波羅探題が実盛を拘束した。伏見天皇と関東申次の西園寺公衡は実盛が大覚寺統系の公卿であることから、亀山法皇が背後にいると主張したが、持明院統の治天の君である後深草法皇はこうした主張を退け、また亀山法皇も鎌倉幕府に対して事件には関与していない旨の起請文を送ったことで、幕府はそれ以上の捜査には深入りせず、三条実盛も釈放された。
浅原為頼の天皇暗殺未遂騒動は『増鏡』及び『中務内侍日記』に記述されている。